# 丁科·朱吉克
丁科·朱吉克（1989年1月9日—）是一名奧地利男子游泳運動員，主攻蝶泳，曾代表國家參加2012年倫敦奧運的100公尺蝶式及200公尺蝶式，並未獲得獎牌。